# U–584
Az U–584 tengeralattjárót a német haditengerészet rendelte a hamburgi Blohm und Vosstól 1940. január 8-án. A hajót 1941. augusztus 21-én állították szolgálatba. Tíz harci küldetése során négy hajót süllyesztett el. Összvízkiszorításuk 18 684 tonna volt.

## Pályafutása
Az U–584 1941. november 27-én Kielből futott ki első járőrútjára. 1942. január 10-én a sarki vizeken megtorpedózta az M–175 szovjet tengeralattjárót, amelynek teljes legénysége, 22 tengerész elesett. 1942. május 25-én a tengeralattjáró, fedélzetén négy, szabotázsakciókra kiképzett férfival kifutott Brestből, majd június 18-án megérkezett a floridai Jacksonville-hez, ahol partra rakta a csapatot. Egy héten belül ez volt a második német szabotázscsoport, amely amerikai földre lépett, a másik az U–202-vel érkezett.
1942. szeptember 11-én a tengeralattjáró megtorpedózta a magatehetetlenül sodródó brit gőztankert, az Empire Oilt Izlandtól délkeletre. Az olajszállítót egy nappal korábban az U–659 támadta és rongálta meg. Ugyanezen a napon az U–584 elsüllyesztette a Liverpoolból New Yorkba tartó norvég Hindangert. A legénység egy tagja meghalt. A tengeralattjáró 1943. május 5-én megtorpedózta az ONS–5-ös konvojtól leszakadva haladó amerikai West Madaketet. A hajó teljes legénysége túlélte a támadást. 1943. szeptember 7-én a Vizcayai-öbölben mélységi bombákkal támadta egy kanadai repülőgép az U–584-et. A búvárhajó nem sérült meg. Október 31-én TBF Avenger repülőgépek csaptak le az Azori-szigetektől északra haladó búvárhajóra, és mélységi bombákkal megsemmisítették. A teljes legénység, 53 ember odaveszett.

## Kapitány
| Név            | Kezdőnap            | Zárónap            |
| -------------- | ------------------- | ------------------ |
| Joachim Deecke | 1941. augusztus 21. | 1942. december 20. |
| Kurt Nölke     | 1942. december 20.  | 1943. február 11.  |
| Joachim Deecke | 1943. február 12.   | 1943. október 31.  |

## Őrjárat
| Indulás     | Indulónap           | Érkezés     | Zárónap            |
| ----------- | ------------------- | ----------- | ------------------ |
| Kiel        | 1941. november 27.  | Neidenfjord | 1941. december 20. |
| Neidenfjord | 1941. december 25.  | Kirkenes    | 1942. január 11.   |
| Kirkenes    | 1942. január 23.    | Kirkenes    | 1942. február 20.  |
| Kirkenes    | 1942. február 28.   | kiel        | 1942. április 30.  |
| Kiel        | 1942. május 5.      | Brest       | 1942. május 16.    |
| Brest       | 1942. május 25.     | Brest       | 1942. július 22.   |
| Brest       | 1942. augusztus 24. | Brest       | 1942. október 10.  |
| Brest       | 1942. december 30.  | Brest       | 1943. február 11.  |
| Brest       | 1943. március 23.   | Brest       | 1943. május 24.    |
| Brest       | 1943. szeptember 2. | *           | 1943. október 31.  |

* A tengeralattjáró nem érte el úti célját, elsüllyesztették

## Elsüllyesztett hajók
| Nap              | Hajó         | Nemzetisége        | Vízkiszorítása (brt) |
| ---------------- | ------------ | ------------------ | -------------------- |
| 1942. január 10. | M–175*       | Szovjetunió        | 206                  |
| 1942. január 11. | Empire Oil   | Egyesült Királyság | 8029                 |
| 1942. január 11. | Hindanger    | Norvégia           | 4884                 |
| 1943. május 5.   | West Madaket | Egyesült Államok   | 5565                 |

* Tengeralattjáró